# خرامة ورق
الخرامة (بالإنجليزية: hole punch)‏ هي أداة مكتبية تستخدم في تخريم الأوراق لوضعها في الملفات.
يوجد منها أحجام مختلفة.

## معرض صور

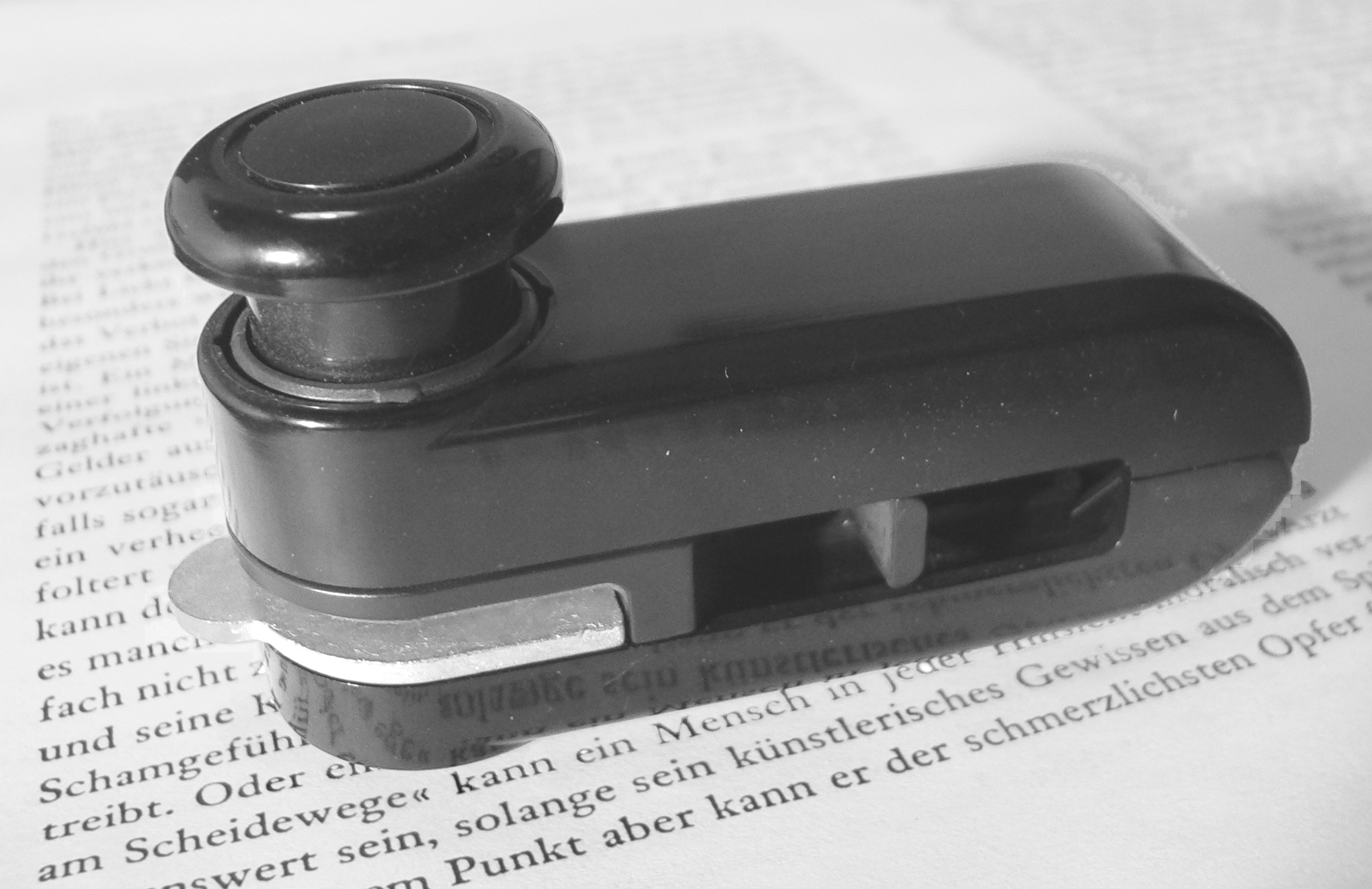
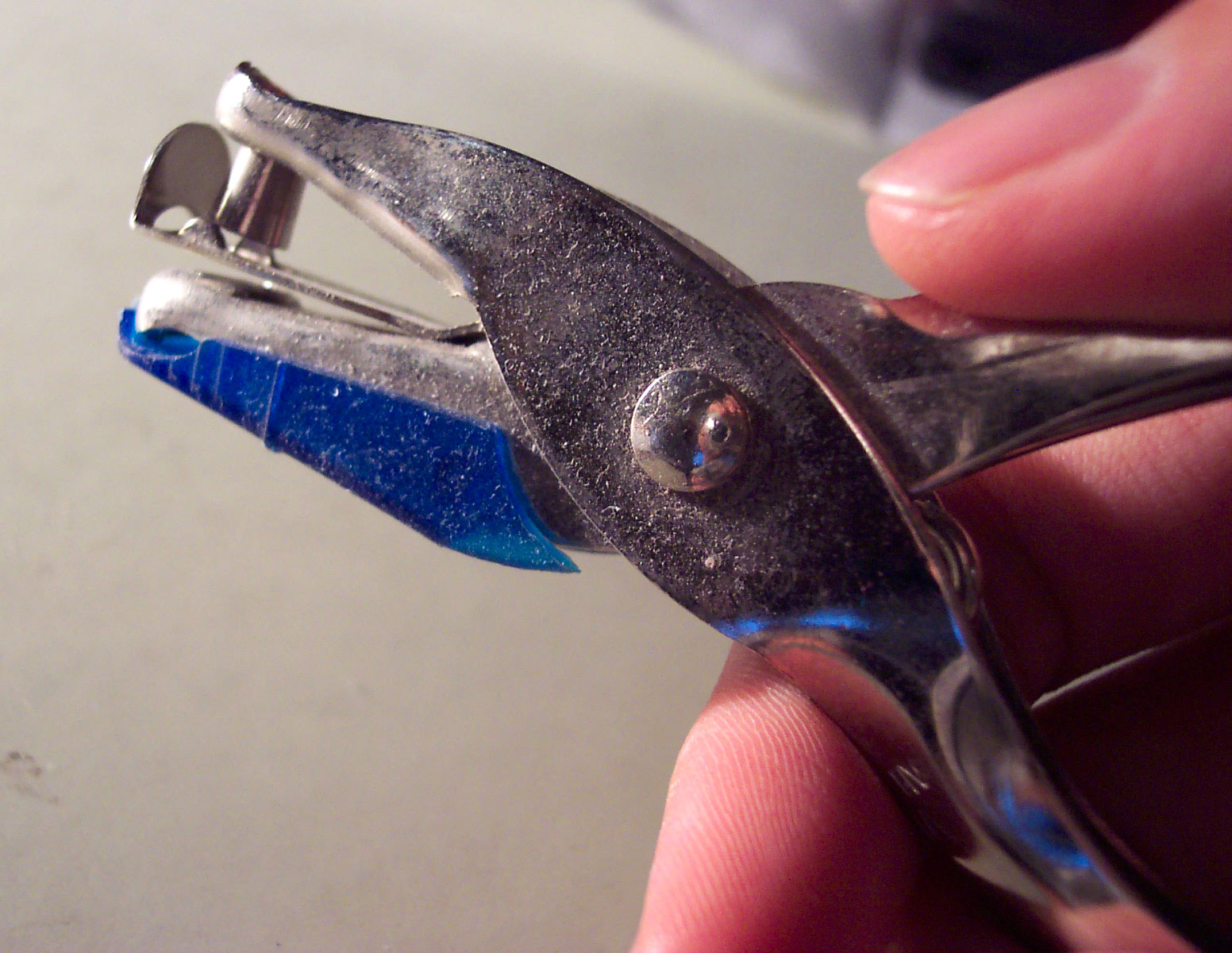
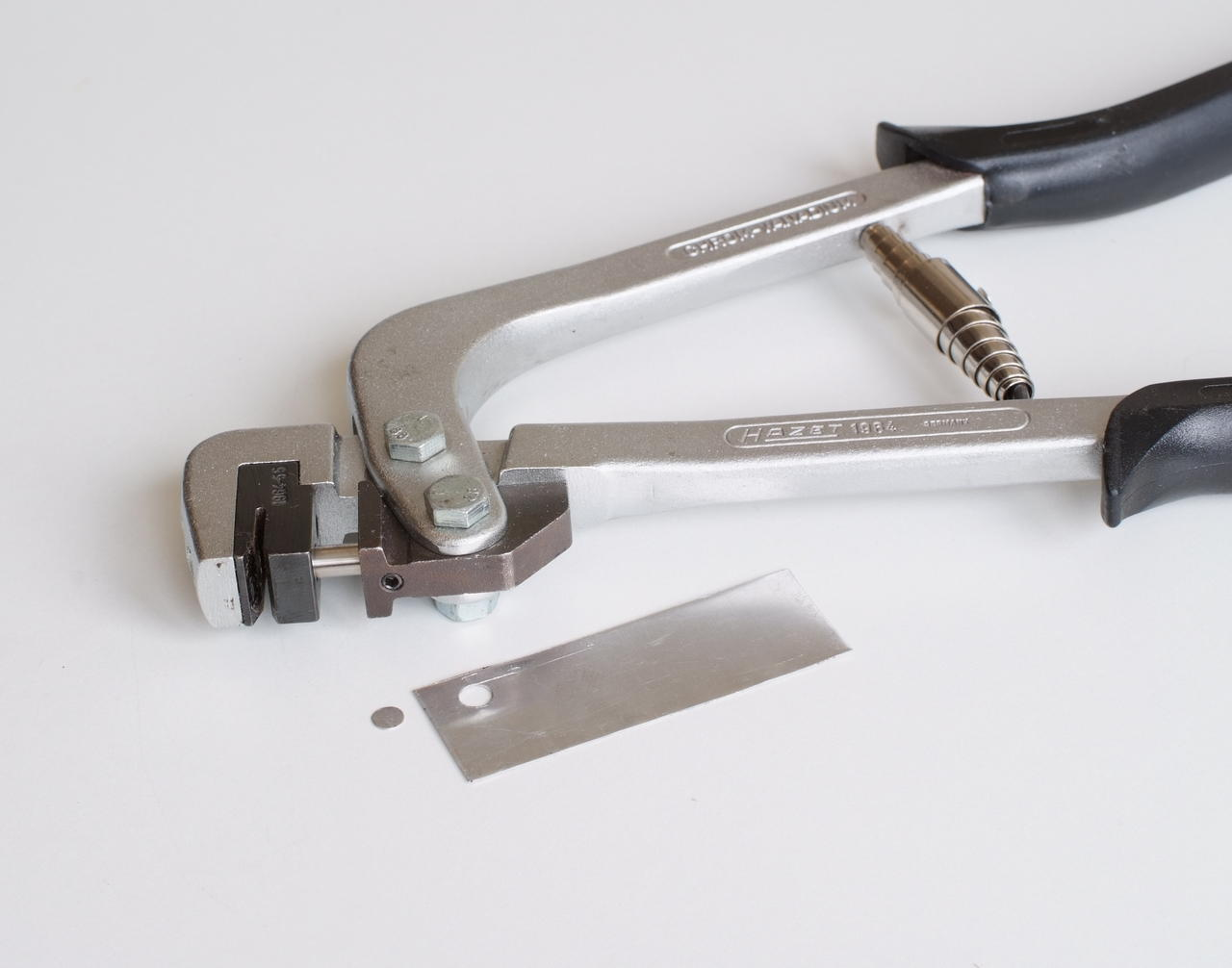
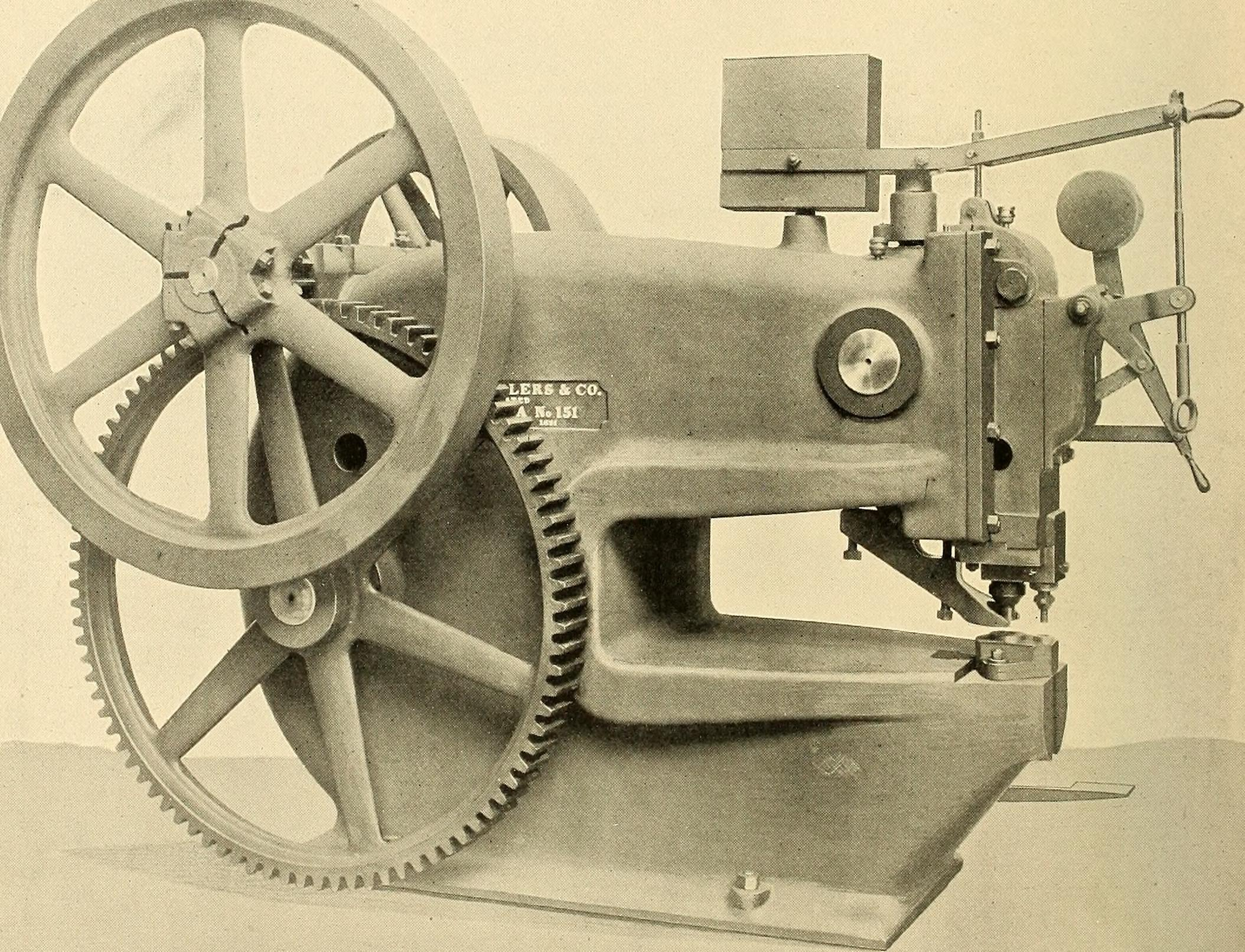
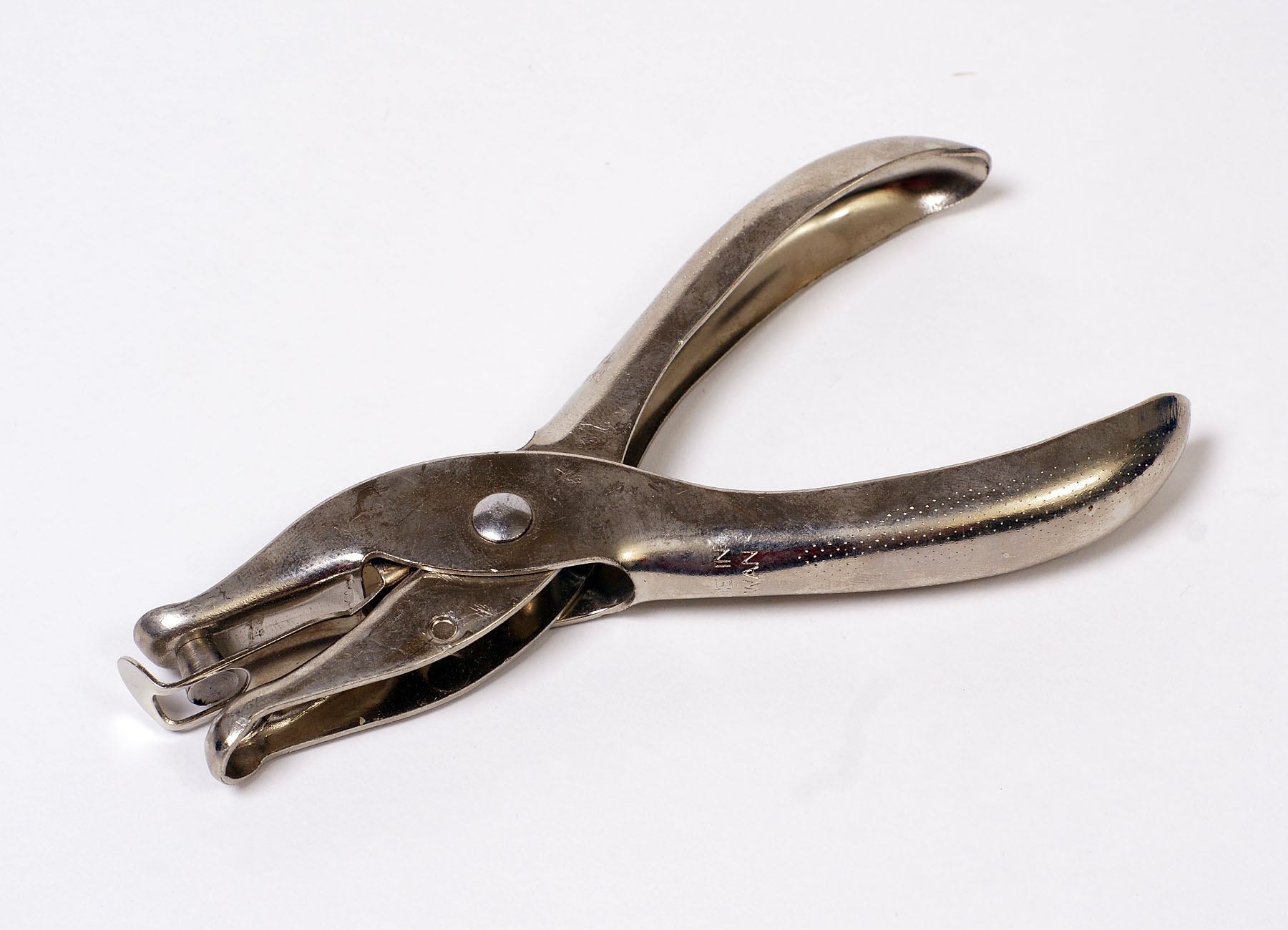
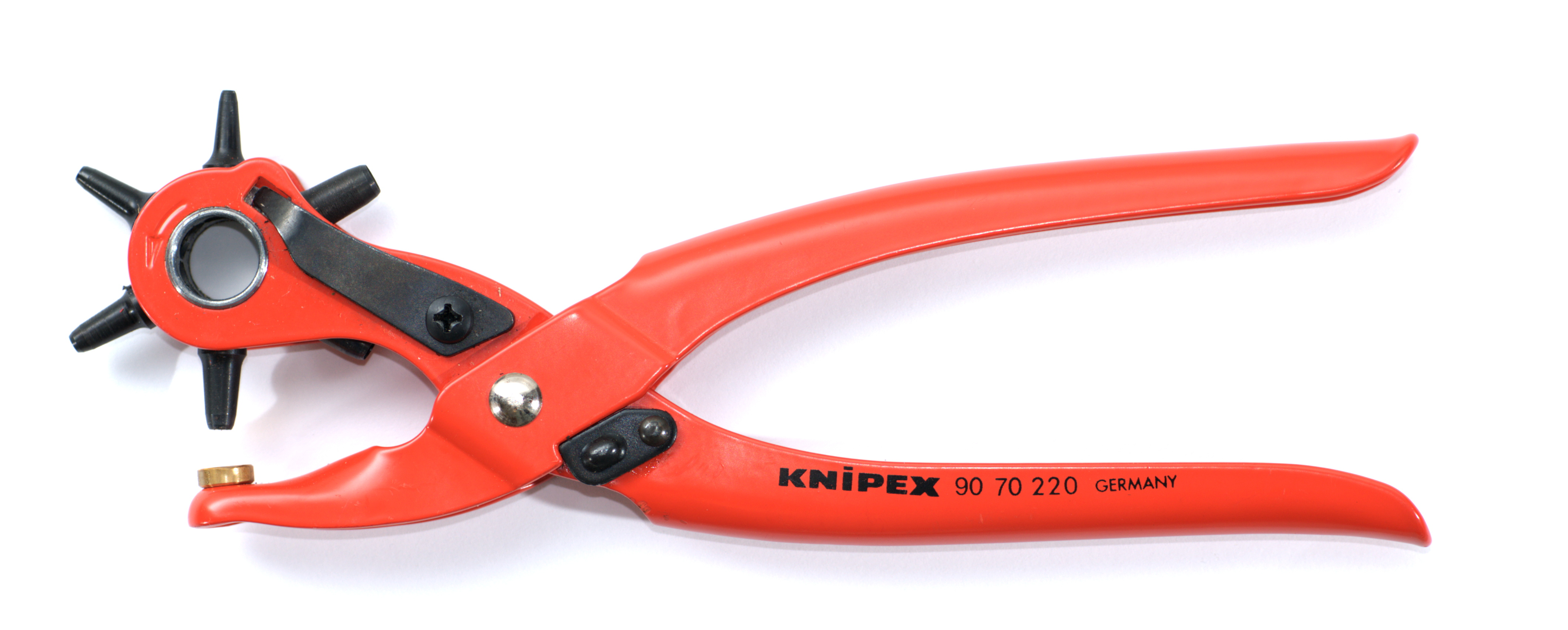